# (24815) 1994 VQ6
(24815) 1994 VQ6 est un objet de la ceinture principale d'astéroïdes intérieure de 1,381 km de diamètre découvert en 1994.

## Description
(24815) 1994 VQ6 a été découvert le 7 novembre 1994 à Kushiro (Japon) par Seiji Ueda et Hiroshi Kaneda.

### Caractéristiques orbitales
L'orbite de cet astéroïde est caractérisée par un demi-grand axe de 1,92 UA, un périhélie de 1,73 UA, une excentricité de 0,10 et une inclinaison de 21,04° par rapport à l'écliptique. Du fait de ces caractéristiques, à savoir un demi-grand axe inférieur à 2 UA et un périhélie supérieur à 1,666 UA, il est classé, selon la JPL Small-Body Database, objet de la ceinture principale d'astéroïdes intérieure.

### Caractéristiques physiques
(24815) 1994 VQ6 a une magnitude absolue (H) de 15,4 et un albédo estimé à 0,844, ce qui permet de calculer un diamètre de 1,381 km. Ces résultats ont été obtenus grâce aux observations du Wide-Field Infrared Survey Explorer (WISE), un télescope spatial américain mis en orbite en 2009 et observant l'ensemble du ciel dans l'infrarouge, et publiés en 2011 dans un article présentant les premiers résultats concernant les astéroïdes de la ceinture principale.